# 이야기쇼 (라디오 프로그램)
《이성미의 이야기쇼》는 이성미의 진행으로 SBS 러브FM에서 방송되고 있는 프로그램이다. 2011년 4월 SBS라디오 봄개편으로 신설하였다. 2012년 4월 27일 자로 1년 만에 폐지되었다.

## 매일코너
- 사연과 신청곡
- 전화줍쇼
- 전입신고

## 요일별 코너
- 월요일 : 따뜻한 이야기쇼
- 화요일 : 사연쇼
- 수요일 : 혹-하는 이야기 상자
- 목요일 : 어서옵쇼
- 금요일 : 어서옵쇼

| SBS 러브FM             |                         |                          |
| 이전                   | 이성미의 이야기쇼       | 다음                     |
| SBS 정오종합뉴스       | 이성미의 이야기쇼       | SBS 뉴스라인             |
| 낮 12시 ~ 낮 12시 20분 | 낮 12시 20분 ~ 오후 2시 | 오후 2시 ~ 오후 2시 20분 |
|                        |                         |                          |